# Vytenis Andriukaitis

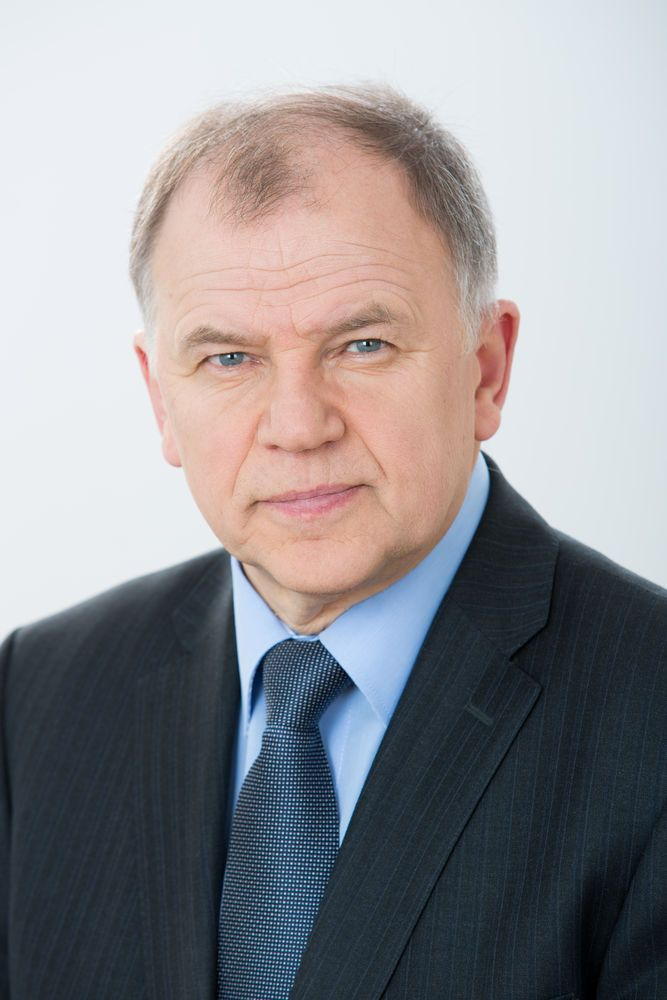
Vytenis Andriukaitis

Vytenis Povilas Andriukaitis, född 9 augusti 1951 i Kyusyur i den autonoma socialistiska sovjetrepubliken Jakutien, är en litauisk läkare och politiker. Han var 2014-2019 EU-kommissionär med ansvar för hälsa och livsmedelssäkerhet i kommissionen Juncker.
Andriukaitis deltog i självständighetsrörelsen och var en av undertecknarna till Litauens självständighetsdeklaration från Sovjetunionen 1990. Åren 1990-1992 var han ledamot i det höga råd (efterföljare till Högsta sovjet i Litauiska SSR) som arbetade fram landets nya konstitution vilken antogs 1992. Han representerade Litauens socialdemokratiska parti i parlamentet (Seimas) 1992-2004 och var från 2000 dess vice talman. Han var partiordförande 1999-2001 och presidentkandidat 1997 och 2002. Han var hälsomonister i Litauen 2012-2014.
Andriukaitis föddes i Sibirien dit hans familj deporterats 1941. Först 1957 kunde familjen återvända till Kaunas i Litauen. Han studerade till läkare vid Litauens hälsouniversitet och tog senare även en examen i historia vid Vilnius universitet.